# Valvata tricarinata
Valvata tricarinata är en snäckart som först beskrevs av Thomas Say 1817.  Valvata tricarinata ingår i släktet Valvata och familjen kamgälsnäckor. IUCN kategoriserar arten globalt som otillräckligt studerad. Inga underarter finns listade i Catalogue of Life.